# 4-Hidroksi-7-metoksi-3-okso-3,4-dihidro-2H-1,4-benzoksazin-2-il glukozidna beta-D-glukozidaza
4-Hidroksi-7-metoksi-3-okso-3,4-dihidro-2-1,4-benzoksazin-2-il glukozidna beta--glukozidaza (EC 3.2.1.182, DIMBOAGlc hidrolaza, DIMBOA glukozidaza) je enzim sa sistematskim imenom (2R)-4-hidroksi-7-metoksi-3-okso-3,4-dihidro-2-1,4-benzoksazin-2-il beta--glukopiranozid beta-D-glukozidaza. Ovaj enzim katalizuje sledeću hemijsku reakciju
(1) (2R)-4-hidroksi-7-metoksi-3-okso-3,4-dihidro-2H-1,4-benzoksazin-2-il beta--glukopiranozid + 2O {\displaystyle \rightleftharpoons } 2,4-dihidroksi-7-metoksi-2H-1,4-benzoksazin-3(4H)-on + -glukoza
(2) (2R)-4-hidroksi-3-okso-3,4-dihidro-2H-1,4-benzoksazin-2-il beta--glukopiranozid + 2O {\displaystyle \rightleftharpoons }
2,4-dihidroksi-2H-1,4-benzoksazin-3(4H)-on + -glukoza
Enzim iz Triticum aestivum (pšenice) ima veći afinitet za DIMBOA glukozid nego za DIBOA glukozid.

## Literatura
- Nicholas C. Price; Lewis Stevens (1999). Fundamentals of Enzymology: The Cell and Molecular Biology of Catalytic Proteins (Third изд.). USA: Oxford University Press. ISBN 019850229X.
- Eric J. Toone (2006). Advances in Enzymology and Related Areas of Molecular Biology, Protein Evolution (Volume 75 изд.). Wiley-Interscience. ISBN 0471205036.
- Branden C; Tooze J. Introduction to Protein Structure. New York, NY: Garland Publishing. ISBN 0-8153-2305-0.
- Irwin H. Segel. Enzyme Kinetics: Behavior and Analysis of Rapid Equilibrium and Steady-State Enzyme Systems (Book 44 изд.). Wiley Classics Library. ISBN 0471303097.

## Spoljašnje veze
- 4-hydroxy-7-methoxy-3-oxo-3,4-dihydro-2H-1,4-benzoxazin-2-yl+glucoside+beta-D-glucosidase на 